# Borneacanthus angustifolius
Borneacanthus angustifolius är en akantusväxtart som beskrevs av Cornelis Eliza Bertus Bremekamp. Borneacanthus angustifolius ingår i släktet Borneacanthus och familjen akantusväxter. Inga underarter finns listade i Catalogue of Life.